# Новопавловка (Октябрьский район)
Новопа́вловка — хутор в Октябрьском районе Ростовской области.
Входит в состав Краснокутского сельского поселения.

## География

### Улицы
- ул. Камышевская,
- ул. Карьерная,
- ул. Московская,
- ул. Первомайская,
- ул. Социалистическая,
- ул. Степная,
- ул. Центральная.

## Население
| 2010 |
| ---- |
| 562  |